# PGE Polska Grupa Energetyczna
PGE Polska Grupa Energetyczna S.A. (PGE SA или PGE Group, Польская энергетическая группа) — польская государственная энергетическая компания и крупнейшая компания-производитель электроэнергии в Польше.  Штаб-квартира группы расположена в Варшаве.
PGE в значительной степени контролируется Правительством Польши, которому по состоянию на 2 ноября 2016 г. принадлежало 57,39 % акционерного общества. Котируется на Варшавской фондовой бирже и входит в индекс WIG30.

## История
Группа компаний PGE была основана в 1990 году как Polskie Sieci Elektroenergetyczne S.A. («Польское акционерное общество электрических линий электропередач»).
В 2007 году подразделение оператора системы передачи (оператор PSE) было отделено от группы PSE S.A.
9 мая 2007 Polska Grupa Energetyczna была создана в результате слияния PSE, PGE Energia SA и BOT Górnictwo i Energetyka S.A.
6 ноября 2009 г. провела IPO на Варшавской фондовой бирже. 
19 марта 2010 г. включена в WIG20.

## Структура
В группу компаний PGE входят:
- PGE Górnictwo i Energetyka Konwencjonalna[пол.] в Белхатуве
- «PGE Energia Odnawialna SA» с штаб-квартирой в Варшаве
- «PGE Dystrybucja SA»
- «PGE Obrót SA»
- «PGE Systemy SA»
- «PGE Dom Maklerski SA»
- «PGE EJ 1 Sp. z o. o.»
- коммуникационная EXATEL SA[пол.] (ранее «TEL-ENERGO SA»)
- «PGE Energia Ciepła SA»

## Деятельность
Ежегодное производство электроэнергии предприятий группы составляет более 54 ТВт-ч, что составляет около 40 % всего польского производства; установленная мощность более 12 ГВт.
PGE поставляет электроэнергию для около 5 млн пользователей. 
В дополнение к основной деятельности центральных и холдинговых компаний по производству и распределению электроэнергии, группа также торгует на рынке электроэнергией и другими соответствующими продуктами. 
Общий доход компании за 2015 год составил 28,542 миллиарда злотых, а чистый убыток компании составил 3,032 миллиарда злотых.
В октябре 2020 года PGE опубликовала новую стратегию, до 2030 года с перспективой до 2050 года, и план преобразований, направленных на достижение климатической нейтральности Группы к 2050 году. Так, основными направлениями развития PGE Group будут морская и береговая ветроэнергетика, солнечная энергетика, сетевая инфраструктура, отопление с низким уровнем выбросов и энергетические услуги; сфера  угольной энергетики и торговля каменным углем будет и ограничиваться и отчуждаться.
Ядерная энергетика
15 января 2009 года компания объявила о планах строительства двух атомных электростанций в Польше; по состоянию на 2018 год польское правительство все ещё рассматривало возможность строительства первой АЭС, но в мае 2018 года PGE решила вместо этого инвестировать в морскую ветроэнергетику.  

Также участвовала в проекте литовской Висагинской АЭС.

## Спонсорство
В 2015 г. компания за 35 млн злотых (около 8,5 млн евро) купила права на название футбольного стадиона PGE Arena Gdańsk в Гданьске,  сроком на пять лет. Также, Национальный стадион в Варшаве носит спонсорское название PGE.
Чемпионат мира по спидвею 2010 назван в соответствии с PGE. 
Polska Grupa Energetyczna приобрела волейбольный клуб «Скра»;  также баскетбольный клуб PGE Spójnia Stargard.